# Lisa Whelchel
Lisa Diane Whelchel (Littlefield, 29 maggio 1963) è un'attrice, cantante e scrittrice statunitense. 
È nota per le sue apparizioni in Il club di Topolino e per il ruolo di Blair Warner in L'albero delle mele. Nel 1984, è stata nominata per un Grammy Award per il suo album di ispirazione cristiana, All Because of You.

## Biografia
Lisa Whelchel è nata a Littlefield, Texas, da Virginia Justice, una donna di origini francesi, e James Senior Whelchel, un elettricista. I suoi genitori divorziarono nel 1981; la madre sposò Roy Coleman due anni dopo, nel 1983. Lisa è sorella maggiore di James Junior "Cody" Whelchel e sorellastra di  Casey Justice Coleman. Ha anche un nipote, Chasin (figlio di Cody). Lisa e Cody hanno vissuto per la maggior parte della loro infanzia a Fort Worth, Texas.
Tra un impegno artistico e l'altro, ha dedicato gran parte della sua vita alla diffusione della fede cristiana. 

### Carriera di attrice
All'età di 12 anni, Lisa Whelchel è stata selezionata da Disney Studios per Il club di Topolino. Si è trasferita in California l'anno seguente e ha preso parte allo show nella stagione televisiva 1977-1978.
Dal 1979 al 1988 è stata una delle protagoniste della sitcom L'albero delle mele, nel ruolo di Blair. La Whelchel è apparsa in tutti gli episodi della serie tranne quello in cui il personaggio di Natalie, interpretata da Mindy Cohn, perde la sua verginità; gli autori avevano inizialmente impostato questa trama su Blair, ma Lisa rifiutò a causa delle sue convinzioni religiose. Nel 2001 ha ripreso i panni di Blair Warner per il film Quattro amiche, nuovi amori. Il 7 marzo 2004 si è riunita con Charlotte Rae per cantare la sigla della serie ai TV Land Awards di Hollywood. Nella primavera del 2006, è apparsa con due delle sue ex colleghe al The Today Show per promuovere la messa in DVD della prima e seconda stagione della serie, ammettendo di essere dispiaciuta per l'assenza di Kim Fields. Il 10 aprile 2011, l'intero cast della serie (Charlotte Rae, Nancy McKeon, Mindy Cohn, Kim Fields, Geri Jewell e Cloris Leachman) ha ricevuto il Premio Cultura Pop alla nona edizione dei TV Land Awards.

### Carriera musicale
Nel 1984, la Whelchel ha pubblicato un album pop cristiano intitolato All Because of You. L'album ha raggiunto il diciassettesimo posto nella classifica Billboard. È stata anche nominata per un Grammy Award. Tra le canzoni presenti sul disco, le più famose sono All Because of You, Just Obey, Cover Me Lord e Good Girl. Mentre era impegnata in L'albero delle mele, ha fatto un cameo nel video musicale Meltdown di Steve Taylor.

### Conferenze
La Whelchel si occupa di diffondere la fede cristiana servendosi di conferenze a livello nazionale dal 2004. Nel 2000, ha fondato Momtime Ministries, un network religioso composto da gruppi di madri che si incontrano settimanalmente per discutere di varie questioni religiose. Nel 2009, ha indetto un tour nazionale per organizzare conferenze su tutto il territorio statunitense, trattando svariati argomenti tra cui maternità, educazione e amicizia.

### Carriera letteraria
Lisa Whelchel ha scritto dieci libri inerenti a vari argomenti: maternità, disciplina, amicizia e religione. Ulteriori argomenti di carattere spirituale sono la preghiera e la saggezza. È l'autrice del best seller So You're Thinking About Homeschooling e The Facts of Life (and Other Lessons My Father Taught Me).
Nonostante sia stata onorata con una medaglia d'oro per il suo libro Creative Correction, ha ricevuto anche pareri negativi da diversi gruppi di genitori.

## Vita privata
Il 9 luglio 1988, Lisa Whelchel ha sposato Steven Cauble, pastore presso una Chiesa californiana. La coppia, che ha avuto tre figli, ha divorziato nel marzo 2012. L'attrice è rimasta in ottimi rapporti con Cauble. 
Nel 2019 si è unita in matrimonio con Pete Harris, uno psicologo.

## Filmografia
- Il club di Topolino ... se stessa (1977)
- Disneyland ... se stessa (1977)
- In casa Lawrence ... Cathy Connelly (1978)
- Disneyland ... Robin Lapp (1979)
- Doppio intrigo ... Jody (1979)
- Il mio amico Arnold - Blair Warner (1979 - 1981, 2 episodi)
- L'albero delle mele - Blair Warner (1979 - 1988, 200 episodi)
- The Facts of Life Goes to Paris - Blair Warner (1982)
- Love Boat ... Caroline Shea (1983)
- Love Boat ... Kelly Barrett (1985)
- The Facts of Life Down Under - Blair Warner (1987)
- Quattro amiche, nuovi amori (The Facts of Life Reunion) - Blair Warner (2001)
- Tra matrimoni e divorzi (For Better or for Worse) - film tv, regia Marita Grabiak - Canada 2014

## Premi e riconoscimenti
- 1982: Nomination "Miglior giovane attrice in una serie comica" - L'albero delle mele
- 1983: Nomination, "Miglior giovane attrice in una serie comica" - L'albero delle mele
- 1984: Nomination, "Miglior giovane attrice in una serie comica" - L'albero delle mele
- Young Hollywood Hall of Fame (1980's)

## Libri
- Lisa Whelchel. Creative Correction, Tyndale House Publishers, 320 pagine, 2000. ISBN 978-1561799015
- Lisa Whelchel. The Facts of Life (and Other Lessons My Father Taught Me), Multnomah Books, 192 pagine, 2001. ISBN 978-1590521489
- Lisa Whelchel. So You're Thinking About Homeschooling: Fifteen Families Show How You Can Do It (2nd edition), Multnomah Books, 224 pagine, 2005. ISBN 978-1590525111
- Lisa Whelchel. How to Start Your Own Mom Time
- Lisa Whelchel. The ADVENTure of Christmas: Helping Children Find Jesus in Our Holiday Traditions
- Lisa Whelchel. Taking Care of the Me in Mommy
- Lisa Whelchel. The Busy Mom's Guide to Prayer
- Lisa Whelchel. The Busy Mom's Guide to Wisdom
- Lisa Whelchel. The Busy Grandma's Guide to Prayer
- Lisa Whelchel. Speaking Mom-ese: Moments of Peace & Inspiration in the Mother Tongue from One Mom's Heart to Yours